# Lakota (departement)
Lakota är ett departement i Elfenbenskusten. Det ligger i regionen Lôh-Djiboua, i den södra delen av landet, 120 km söder om huvudstaden Yamoussoukro.